# Ecce sacerdos magnus (Bruckner)
Ecce sacerdos magnus, WAB 13 ist eine Motette von Anton Bruckner aus dem Jahr 1885. Es handelt sich um eine Vertonung der Antiphon Ecce sacerdos magnus.

## Geschichte
Dieses Werk entstand auf Wunsch von Johann Burgstaller und sollte anlässlich des 100. Jahrestages der Gründung der Diözese im Linzer Dom aufgeführt werden. Es wurde am 28. April 1885 fertiggestellt und Mitte Mai an Burgstaller geschickt. Das Werk wurde jedoch weder bei diesem Ereignis noch bei einem anderen Ereignis zu Bruckners Lebzeiten aufgeführt.
Das Werk, dessen Manuskript im Wiener Männer-Sangverein archiviert ist, wurde 1911 von Viktor Keldorfer (Universal Edition) herausgegeben. Es wurde am 21. November 1921 vom Frauengesangsverein Vöcklabruck uraufgeführt.
Die Motette ist im Band XXI/33 der Gesamtausgabe herausgegeben.

## Musik
Das Stück mit insgesamt 106 Takten ist ein sechsstimmiges Responsorium in a-Moll für gemischten Chor, drei Posaunen und Orgel.
1. Ecce sacerdos magnus (Takte 1–22). Wie in Bruckners Te Deum, beginnt das Werk mit Leere Quinten.[6][3]
2. Ideo jure jurando (Takte 23–39). Dieser zweite Teil des Werkes, das an die Harmonie des vorangegangenen Locus iste und Christus factus est WAB 11,[6] wird in den Takten 64–80 und 90–106 zweimal als Ritornell wiederholt.
3. Benedictionem omnium (Takte 40–63). Wie in Messe Nr. 1 und das Adagio der meisten Bruckner-Sinfonien, enthält dieser dritte Teil Bruckners typische aufsteigende Tonleiter.[6]
4. Ideo jure jurando (Takte 64–80): erste Wiederholung der Takte 23–39.
5. Choral: Gloria Patri et Filio (Takte 81–89). Dieser fünfte Teil, der a cappella im Unisono gesungen wird, ist eine Transkription des Gregorianischen Chorals Gloria Patri[3] mit einer anderen metrische Struktur.[5]
6. Ideo jure jurando (Takte 90–106): zweite Wiederholung der Takte 23–39.

Die Antiphon, die als Prozessionsmusik für den Einzug des Bischofs in den Dom gedacht war, sollte daher „majestätischen“ und „zeremoniellen“ Charakter haben. Das „fesselndste Merkmal“ des Werkes ist „die antiphonale Schrift von Gabrielscher Größe“ in den Takten 64–66. Kinder nennt das Stück „eine von Bruckners krönenden Leistungen in den kleinen Formen“ und „ein Werk von fast barbarischer Intensität“.
Die Posaunen, die in der Regel die tiefen Stimmen verdoppeln, nehmen gelegentlich eigenständige Linien an. Das Ritornell über die Worte Ideo jurejurando wird erweitert und Episoden gegenübergestellt, „die in ihrer vielfältigen Verwendung der Textur die Entwicklung der Kirchenmusik nachzuzeichnen scheinen“. Im Gegensatz dazu spiegelt die harmonische Struktur eher Bruckners eigenen Kompositionsstil wider. Das Stück enthält mehrere Verweise auf Bruckners 1854 Libera me, besonders in der harmonischen Schrift.

## Diskografie
Bruckners Ecce sacerdos magnus wurde erstmals 1966 von Eugen Jochum mit dem Chor des Bayerischen Rundfunks aufgenommen (LP: DG 139134/5).
Eine Auswahl der rund 30 Aufnahmen:
- George Guest, St. John’s College Choir Cambridge: The World of St. John’s 1958–1977 – LP: Argo ZRG 760, 1973
- Matthew Best, Corydon Singers: Bruckner: Motets – CD: Hyperion CDA66062, 1982
- Wolfgang Schäfer, Freiburg Vocal Ensemble: Anton Bruckner: Motetten – CD: Christophorus 74 501, 1984
- Joseph Pancik, Prager Kammerchor: Anton Bruckner: Motetten / Choral-Messe – CD: Orfeo C 327 951 A, 1993
- Robert Jones, Choir of St. Bride’s Church: Bruckner: Motets – CD: Naxos 8.550956, 1994
- Magnar Mangersnes, Domchor Bergen: Bruckner: Motets – CD: Simax PSC 9037, 1996
- Hans-Christoph Rademann, NDR Chor Hamburg: Anton Bruckner: Ave Maria – CD: Carus 83.151, 2000
- Petr Fiala, Czech Philharmonic Choir: Anton Bruckner: Motets – CD: MDG 322 1422-2, 2006
- Michael Stenov, Cantores Carmeli: Benefizkonzert Karmelitenkirche Linz – CD/DVD herausgegeben vom Chor, 2006, und auf YouTube.[7]
- Erwin Ortner, Arnold Schoenberg Chor: Anton Bruckner: Tantum ergo – CD: ASC Edition 3, herausgegeben vom Chor, 2008

### Anmerkung
Die meisten Interpreten singen den Choral im gregorianischen Modus. Nur wenige singen es nach Bruckners Partitur: Fiala, Ortner und Schäfer.